# Peterhouse
Peterhouse es el college más antiguo de los que conforman la Universidad de Cambridge. Fue fundado en 1284 por Hugo de Balsham, obispo de Ely. Peterhouse tiene 253 estudiantes, 125 estudiantes de posgrado y 45 profesores o miembros del college, esto le convierte en el college más pequeño de la universidad, exceptuado aquellos colleges especializados que sólo admiten mujeres, graduados y adultos (más de 21 años), alguno de estos son más pequeños debido a sus miembros especializados. El nombre moderno no incluye la palabra college, se le denomina únicamente por la palabra Peterhouse.
Data de 1280, cuando Hugo de Balsham, Obispo de Ely, planeaba fundar un college en las tierras que hoy en día forman parte del St John’s College. En 1284, Hugo se trasladó al lugar actual con la compra de dos casas para alojar a un Maestro y a catorce "dignos pero empobrecidos profesores", y fue entonces cuando quedó fundado Peterhouse. Dos años después se construyó un salón; que actualmente ese el edificio más antiguo de los colleges de Cambridge. Balsham murió en 1286, legando una suma de dinero que se usó para la compra de más tierras.
A finales del siglo XVI, bajo el Maestrazgo de Andrew Perne, el college era conocido como un centro de Arminianismo, mientras el maestro John Cosin promovía una versión Laudiana de observación religiosa en la década de 1630.
En el siglo XX, Peterhouse ha tenido una excelente reputación tanto en ciencia como en historia. Algunos de los más notables becarios en historia son: Adolphus William Ward, Harold Temperley, Herbert Butterfield, Hugh Trevor-Roper, Maurice Cowling y Niall Ferguson. Y algunos de los más notables becarios en ciencia son: Aaron Klug, Max Perutz y John Meurig Thomas. En la década de 1980 Peterhouse adquirió una asociación con los políticos conservadores, seguidores de Thatcher. Maurice Cowling y Roger Scruton fueron muy influyentes y en ocasiones se les describe como pieza fundamental en el llamado “Derecho de Peterhouse” – un movimiento intelectual ligado a Margaret Thatcher. Michael Portillo y Michael Howard estudiaron en Peterhouse. Esta tradición de pensamiento político intelectual ha sido confirmada con la creación de la Sociedad Política de Peterhosue.

## Vida estudiantil
El colegio tiene una activa Combinación de Habitaciones para Jóvenes (JCR en sus siglas en inglés) y es uno de los pocos órganos de estudiantes en Cambridge que tuvieron éxito en mantener las rentas bajas durante una serie de huelgas de alquiler que tuvieron lugar en 2000.

## Edificios y terrenos

### La Capilla
Vista desde la entrada principal de Peterhouse en Trumpington Street, la parte del altar de la capilla es el edificio que primero se ve. La capilla fue construida en 1628 cuando el Maestro de la época Matthew Wren (tío de Christopher Wren) demolió los hostales originales del college. Previamente el college había usado la Iglesia de Santa María la Menor como su capilla. El estilo del edificio refleja la moda religiosa del Arminianismo imperante en la época. El estilo laudiano gótico de la capilla mezcla detalles del renacimiento y los incorpora al edificio tradicional gótico. La arquitectura renacentista de la capilla contiene un retablo con una Pietá y un llamativo techo con soles de oro. Las vidrieras originales fueron destruidas por las fuerzas parlamentaristas en 1643, exceptuando la ventana este con la escena de la crucifixión (basada en el cuadro de Rubens Le Coup de Lance). Las actuales ventanas laterales son de Max Ainmuller, y se añadieron en 1855. Las capillas de cada lateral datan del siglo XVII. Sin embargo, su diseño fue hecho en 1709, mientras que el porche ornamental fue retirado en 1755. Las partituras de los primeros años de la capilla todavía se conservan, y son de las más importantes colecciones de música sacra de la época Tudor y Jacobina. La restauración del órgano Snetzler de 1763 fue llevada a cabo por Noel Mander.

### El Old Court (Patio antiguo)

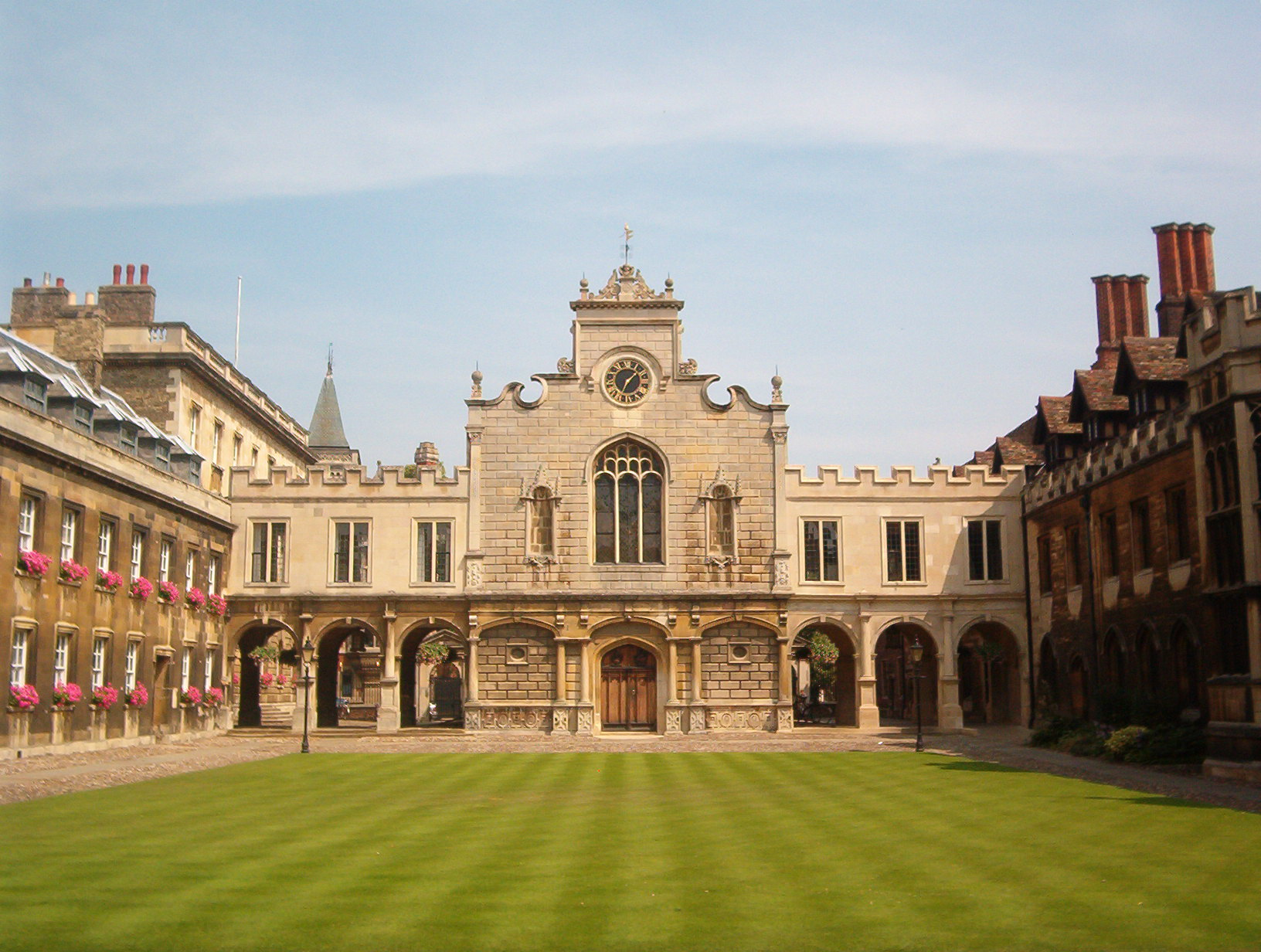
Lado de la Capilla del Old Court.

El Old Court se encuentra más allá de los claustros de la capilla. Al sur de este patio se encuentra el comedor, el único edificio del siglo XIII del college que sobrevive. Se le volvió a dar aire medieval en 1870 con finos paneles, una impresionante ventana oriel, y un nuevo tejado de madera, todo ello realizado por el arquitecto George Gilbert Scott. Las vidrieras, con obras de William Morris, Ford Madox Brown y Edward Burne-Jones, son un excelente ejemplo de vidrieras prerrafaelitas. La chimenea del siglo XVI actualmente contiene azulejos, y también es obra de Morris.
Las partes norte y oeste del Old Court fueron añadidas en el siglo XV. La capilla hace el cuarto lado del patio. Las habitaciones en el Old Court están ocupadas por una mezcla de profesores y estudiantes. Los lados norte y oeste albergan también la JCR de Peterhouse, y un bar para estudiantes.

### El Gisborne Court (Patio Gisborne)
A Gisborne Court se puede acceder a través de una arcada desde el lado oeste del Old Court. Fue construido en 1825. Su coste se cubrió gracias a la donación en 1817 del Reverendo Francis Gisborne, un antiguo profesor. Cuando se anunció la donación, de tal cantidad de dinero (20.000 libras), el Cuerpo de Gobierno del college, se lo tomó como una broma. El patio está construido en ladrillo blanco con apósitos de piedra en un sencillo estilo gótico-Tudor, y diseñado por William Mclntosh Brookes. Sólo se construyeron tres de los lados del patio. El college está actualmente considerando el construir un cuarto lado en un estilo similar. Las habitaciones de este patio están principalmente ocupadas por estudiantes. Muchas de estas habitaciones alojaron a distinguidos alumnos, como Lord Kelvin.

### Fen Court y el edificio Birdwood
Detrás de Gisborne Court está Fen Court, que es un edificio del siglo XX. Fen Court fue construido entre 1939 y 1941 con diseño de H. C. Hughes y su socio Meter Bicknell. Es uno de los primeros edificios en Cambridge diseñados en el estilo del Movimiento Moderno, usado por primera vez por Walter Gropius en la Bauhaus. El panel tallado de Anthony Foster sobre la puerta de entrada evoca el estado de ánimo en Gran Bretaña cuando se completó el edificio. La inscripción de ese panel dice DE PROFUNDIS CLAMAVI MCMXL (“De lo profundo te invoco”), que son las primeras palabras del Salmo 130, uno de los Salmos Penitenciales, una descripción de San Pedro salvado en medio del mar.
La casa de baños adyacente, conocida como Edificio Birdwood, conforma el lado oeste del Gisborne Court, también fue diseñado por Hughes y Bicknell y fue construido entre 1932 y 1934. Hoy en día se usa, entre otras cosas, como gimnasio.

### El Parque de los ciervos

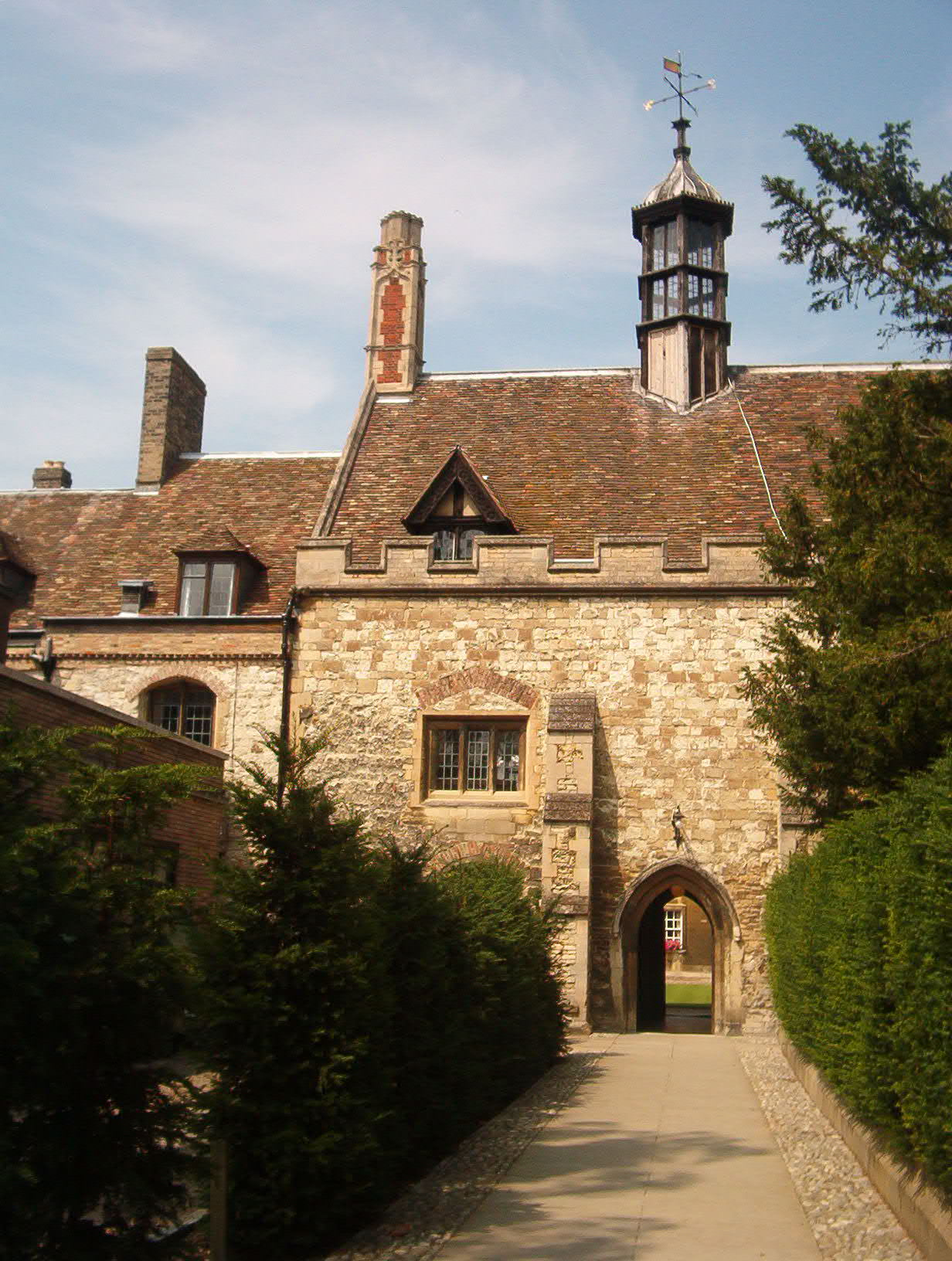
Peterhouse Hall

Los terrenos que se encuentran al sur de Gisborne Court, son conocidos como Parque de los ciervos, desde que se llevaron ciervos allí en el siglo XIX. Durante ese periodo alcanzó la fama de ser conocido como el parque de ciervos más pequeño de Inglaterra. Tras la I Guerra Mundial los ciervos enfermaron y pasaron su enfermedad en cuarentena en los terrenos del Duque de Portland en Welbeck Abbey en un intento de mejorar la situación.
Un rumor popular del college dice que se comieron a los ciervos como resultado de la racionalización que existía durante la II Guerra Mundial, este rumor es apócrifo. Una variación de esta leyenda urbana es que los profesores se comieron a los ciervos durante la recesión de la década de 1970.

### El edificio William Stone
El edificio William Stone se encuentra al sur del Parque de los ciervos, fue financiado gracias a un legado de William Stone (1857-1958), un antiguo estudioso del college. Construido en 1963, es una torre de ladrillo de ocho plantas, que fue muy fotografiada en los 60 y 70 por los estudiantes de arquitectura, especialmente japoneses. Aloja tanto a estudiantes como a miembros y profesores del college.

### El edificio Burroughs
El edificio Burroughs está situado en la parte delantera del college, en paralelo a la capilla. Se le llamó así en honor a su arquitecto, Sir James Burroughs, el presidente de Caius College, y fue construido en 1736. Es uno de los muchos edificios de Cambridge de estilo neo-paladiano diseñados por Burroughs. Otros de esos edificios incluyen los remodelados Hall y Old Court en el Trinity Hall y la capilla en el Clare College.